# Upplands runinskrifter 935
Upplands runinskrifter 935, U 935, togs fram ur grunden till Uppsala domkyrka år 1866. Den står idag placerad utanför kyrkan, tillsammans med 6 andra runstenar.
Stenen flyttades till sin nuvarande plats öster om domkyrkan 1976. Stenens ursprungliga plats är inte känd. Den är 1,2 meter hög och 1,75 meter bred. Runhöjden är 9-10 centimeter.

## Inskriften
Inskriften börjar nere till vänster och går på dess översida mot höger. En bit av stenen uppe till höger saknas, och därmed också en bit av runinskriften. Skriften börjar igen till höger och går ner mot botten. 

### Inskriften i runor
ᚦᛅᚵᚾ᛫ᚠᛅᛋᛏᛅᚦᚱ:ᛚᛁ___ᛚ᛫ᛒᚭᚿᛏᛅ ᛋᛁᚾ

### Inskriften i translitterering
þakn * fastaþr * li ___ l * bonta sin

### Inskriften i översättning
"Tägn (och) Fasthed läto ... sin man."